# Lennart Boner
Lennart Boner (* 5. Januar 1993 in Düsseldorf) ist ein deutscher Basketballspieler.

## Werdegang
Boner durchlief die Jugendabteilung des Osterather TV und spielte für die Herrenmannschaft des Vereins in der Oberliga. 2015 wechselte er zur BG Kamp-Lintfort 1954. 2017 stieg er mit der Mannschaft in die 1. Regionalliga West auf.
In der Saison 2018/19 bestritt Boner für die Bayer Giants Leverkusen einen Einsatz in der 2. Bundesliga ProB und verstärkte ansonsten die zweite Mannschaft der Leverkusener. In der Saison 2019/20 spielte er für den Deutzer TV in der 1. Regionalliga und empfahl sich mit Mittelwerten von 11,6 Punkten, 7,4 Rebounds sowie 1,5 geblockten gegnerischen Würfen je Begegnung für höhere Aufgaben. Im September 2020 nahm Drittligist SG ART Giants Düsseldorf den Innenspieler unter Vertrag. Mit den Rheinländer gelang Boner 2022 der Aufstieg in die zweitklassige 2. Bundesliga ProA. Er trug zu dem Erfolg während des Spieljahres 2021/22 im Durchschnitt je Begegnung 9,3 Punkte und 9,2 Rebounds bei. In der Folge kam auch in der zweithöchsten deutschen Spielklasse Boners Stärke im Kampf um Abpraller zur Geltung, in der Hauptrunde der Saison 2022/23 wies er mit einem Wert von 8,8 Rebounds je Begegnung einen der besten der 2. Bundesliga ProA auf.
Nach drei Jahren bei dem Düsseldorfer Verein wechselte Boner in der Sommerpause 2023 innerhalb der zweiten Liga zu Phoenix Hagen. Dort spielte er bis 2025.